# روني كلايس
روني كلايس (بالفرنسية: Ronny Claes)‏ ولد بتاريخ 10 أكتوبر 1957 في شتولبرغ، ألمانيا، هو دراج بلجيكي سابق.

## روابط خارجية
- روني كلايس على موقع أرشيف الدراجات (الإنجليزية)
- روني كلايس على موقع إحصائيات الدراجات الإحترافية (الإنجليزية)